# Peixe-anjo-de-queensland
O peixe-anjo-de-queensland (Chaetodontoplus meridithi), também conhecido como peixe-anjo-de-cauda-amarela-australiano ou peixe-anjo-de-meredith, é uma espécie de peixe-anjo do gênero Chaetodontoplus, nativo do Pacífico Ocidental. Possui o corpo achatado, com a coloração preta e uma faixa branca próxima a cabeça amarelada e azulada, e uma cauda amarela arredondada chamativa.

## Etimologia
A etimologia de "Chaetodontoplus", vem do grego "enoplus", que significa "armado" e "Chaetodon", gênero tipo dos peixes-borboleta (Chaetodontidae), que se assemelha com os peixes-anjo deste gênero. Já "meridithi", é uma homenagem a John G. Meredith, aquarista marinho e instrutor de mergulho, que coletou as espécies para estudo.

## Biologia
Os peixes-anjo-de-Queensland, vivem em recifes de corais aos pares, entre 10 a 50 metros de profundidade. Os jovens habitam águas rasas, preferindo se esconder entre corais e rochas. Costumam a se alimentar de esponjas e ascídias.

## Distribuição
São nativos do Pacífico Ocidental, sendo abundantes dês de Queensland até Sydney, Austrália. Incluindo a Ilha de Lord Howe e algumas partes do Mar da Tasmânia.